# Ampelocissus abyssinica
Ampelocissus abyssinica är en vinväxtart som först beskrevs av Ferdinand von Hochstetter och Achille Richard, och fick sitt nu gällande namn av Jules Émile Planchon. Ampelocissus abyssinica ingår i släktet Ampelocissus och familjen vinväxter. Inga underarter finns listade i Catalogue of Life.